# Rouget du Sénégal
Pseudupeneus prayensis
Espèce
Le rouget du Sénégal (Pseudupeneus prayensis) est un poisson de type « rouget » et du genre Pseudupeneus (ordre des perciformes, famille des mullidés).